# Hydrovatus eximius
Hydrovatus eximius är en skalbaggsart som beskrevs av Olof Biström 1997. Hydrovatus eximius ingår i släktet Hydrovatus och familjen dykare. Inga underarter finns listade i Catalogue of Life.